# Thayetmyo
Thayetmyo est une ville de Birmanie située dans le sud de la région de Magway, sur la rive droite de l'Irrawaddy. Elle possède une prison et une cimenterie.

## Personnalité
- Herbert Henry Austin (1868-1937), militaire et explorateur britannique, y est né.